# Австралийско-шведские отношения
Австралийско-шведские отношения — двусторонние дипломатические отношения между Австралией и Швецией.

## Партнёрство
Отношения между Австралией и Швецией являются прочными, особенно в сфере торговли и образовательных услуг. В 2007 году объём двусторонней торговли между двумя странами составил 2,6 миллиарда австралийских долларов. По данным Шведского торгового совета, общий объём экспорта Австралии в Швецию в 2008 году увеличился более чем на 27 % и составил около 445 миллионов австралийских долларов, в то время как импорт Австралии из Швеции увеличился более чем на 7,5 %, составив около 2,5 миллиардов австралийских долларов. Более 150 шведских компаний имеют дочерние предприятия в Австралии. Между странами есть соглашение об избежании двойного налогообложения, а также двустороннее соглашения о рабочих каникулах.
О дружбе между Австралией и Швецией король Швеции Карл XVI Густав сказал, что обе страны «во многом схожи. Трудно представить себе две страны, настолько далёкие друг от друга и географически разные. Тем не менее, нас связывают тесные связи, и мы плодотворно сотрудничаем».

## Дипломатические представительства

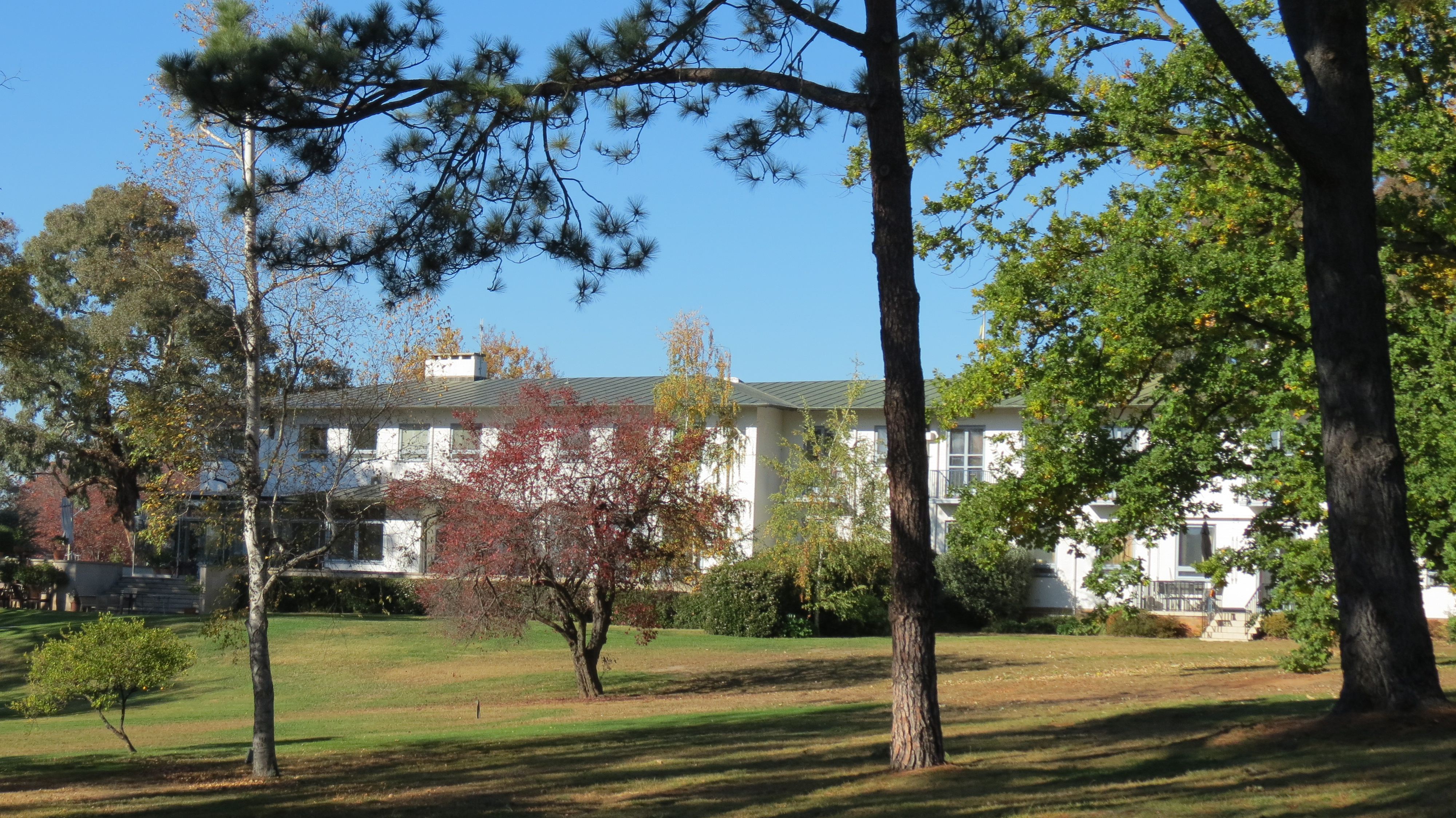
Посольство Швеции в Канберре

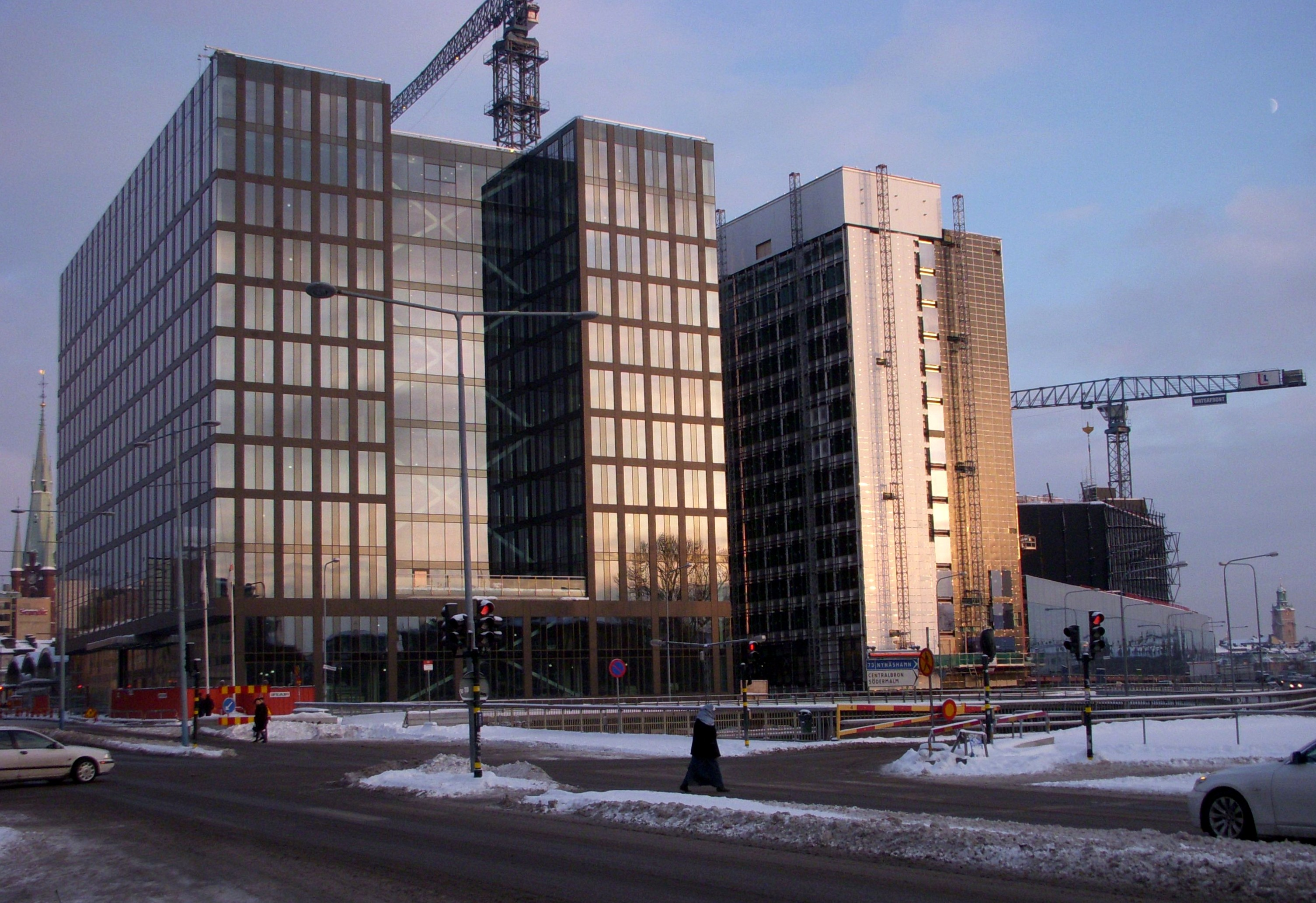
Посольство Австралии в Стокгольме

- Австралия имеет посольство в Стокгольме.
- Швеция имеет посольство в Канберре, а также почётные консульства в Сиднее, Аделаиде, Брисбене, Кэрнсе, Дарвине, Хобарте, Мельбурне и Перте.